# Rozhledna Vrbice
Rozhledna Vrbice je dřevěná stavba, která se v nadmořské výšce 439 metrů tyčí ve Svitavské pahorkatině na návrší Kastel (444 m) nad obcí Vrbice v okrese Rychnov nad Kněžnou. Byla postavena na podzim roku 2005 podle projektu Ing. Antonína Olšiny, do provozu byla uvedena 15. dubna 2006. V letech 1937 až 1946 ve stejné lokalitě stála rozhledna vybudovaná armádou, která sloužila jako triangulační bod. Byla vysoká 37 metrů.
Současná rozhledna je dřevěnou stavbou s ocelovým točitým schodištěm o 118 schodech. Je vysoká 30 metrů a má dvě vyhlídkové plošiny ve výškách 11 a 25,5 metru. Poskytuje výhled na část Českomoravské vrchoviny, Pardubicko, Královéhradecko, Krkonoše, Orlické hory a za dobré viditelnosti i na část Jeseníků. Provozovatelem rozhledny je obec Vrbice, v průběhu hlavní turistické sezóny je otevřena denně, mimo sezónu jen o víkendech. 

## Další fotografie

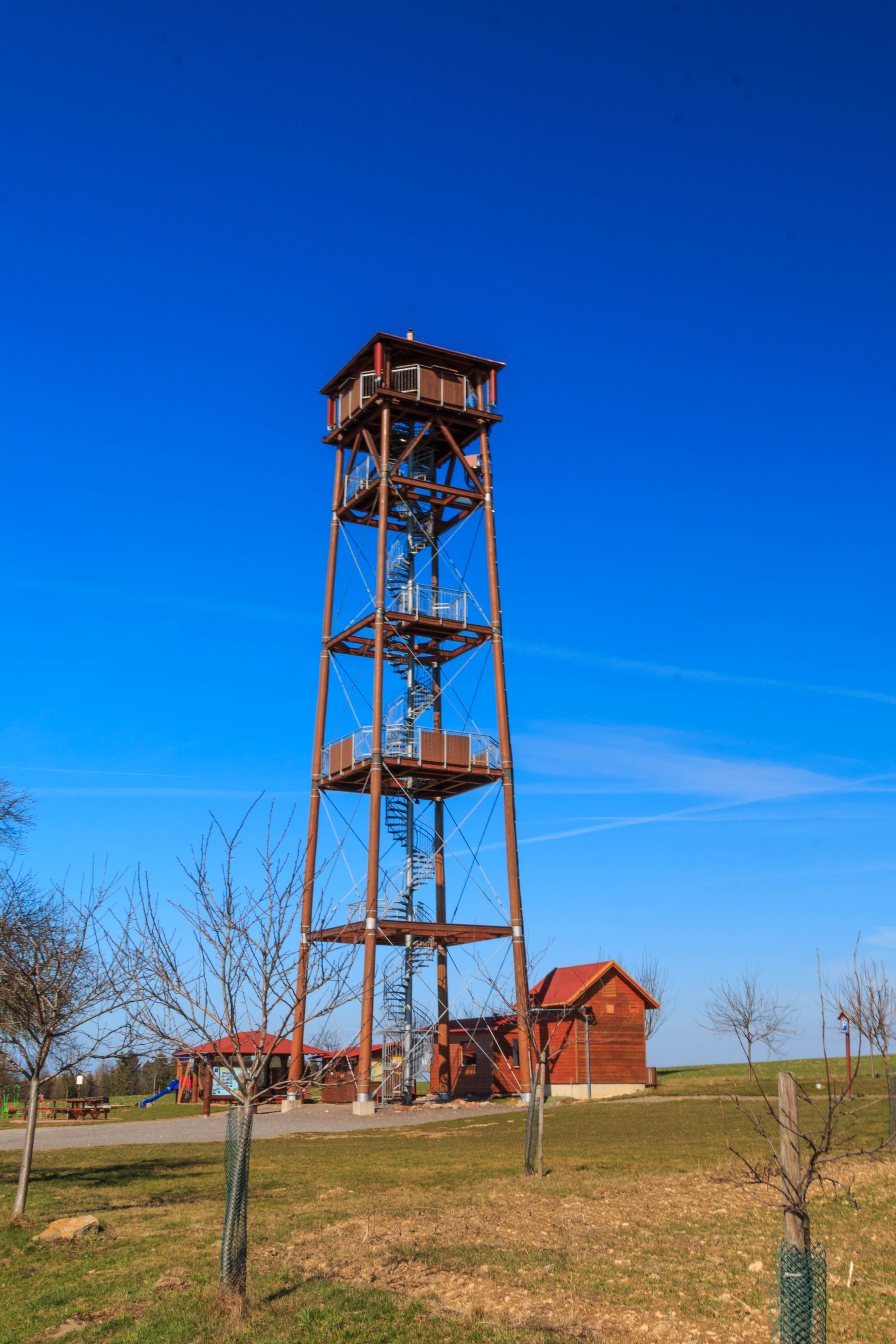
Vrbice rozhledna
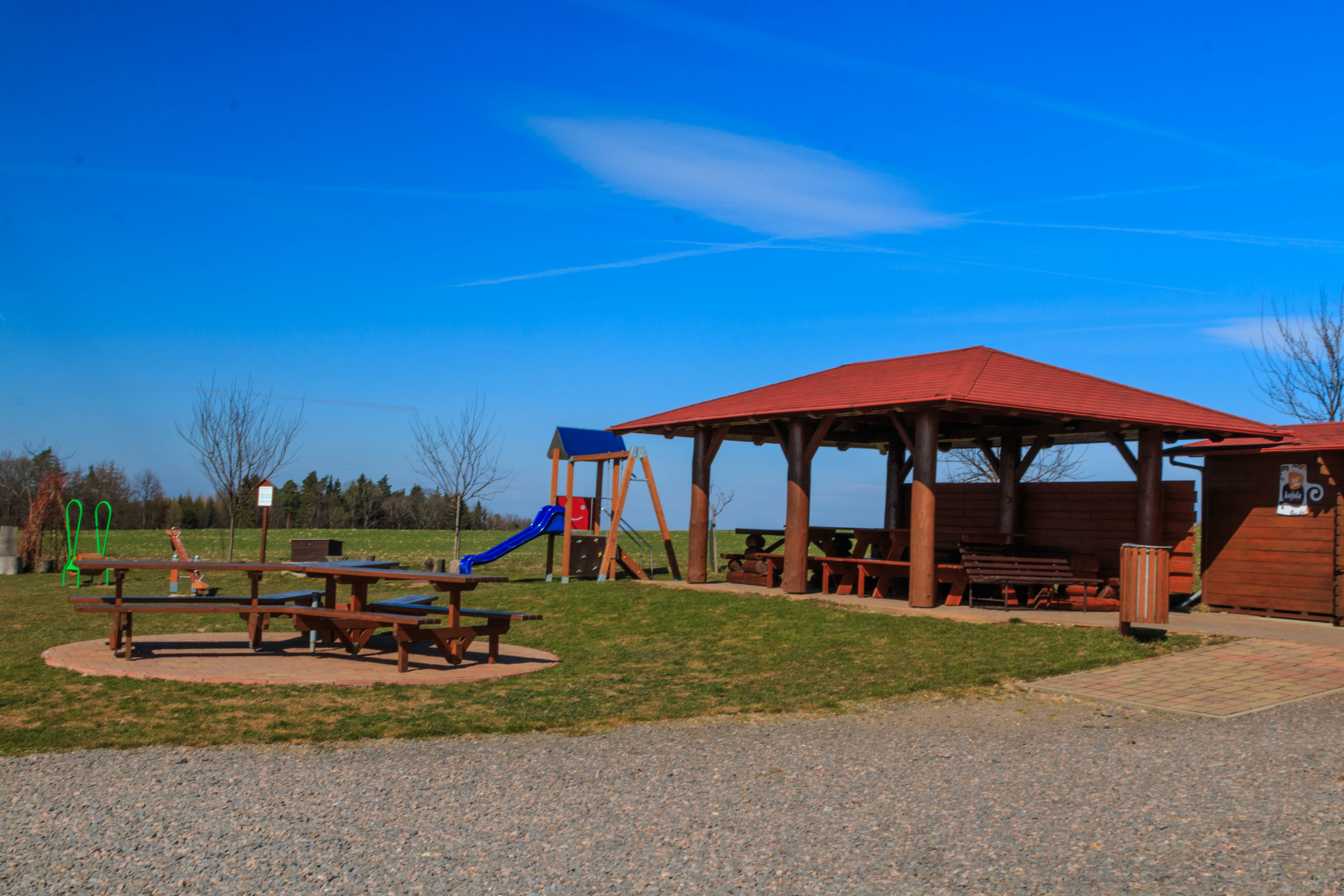
Vrbice - u rozhledny
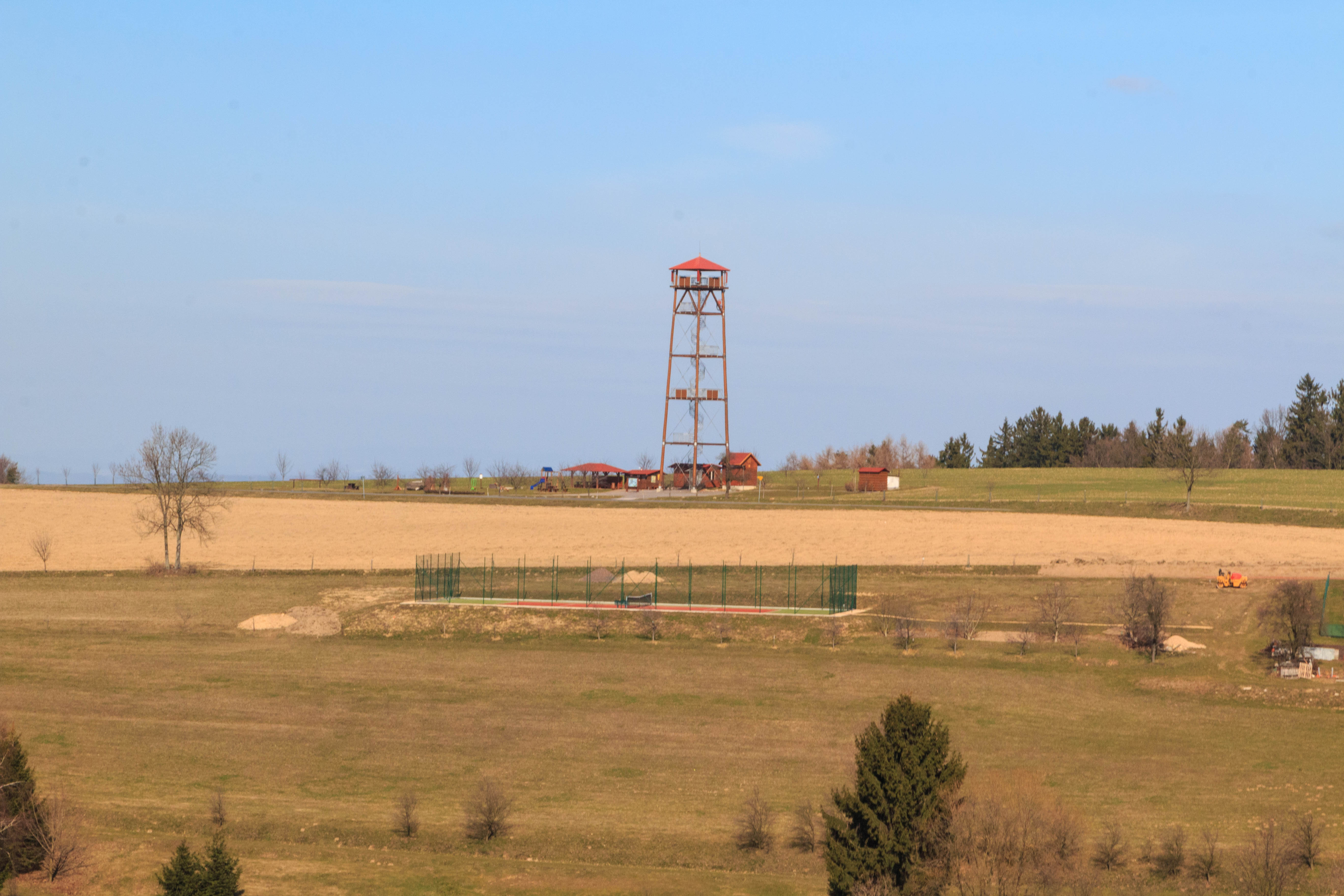
Vrbice - rozhledna